# Rosasco
Rosasco är en ort och kommun i provinsen Pavia i regionen Lombardiet i Italien. Kommunen hade 574 invånare (2018).